# Václav Hallinger
Václav Hallinger (9. května 1898 Praha – 6. července 1936 Praha) byl český fotbalista, útočník. Hallinger byl autorem první ligové branky za AFK Vršovice (22. března 1925, Asociační liga 1925) na původním Ďolíčku.

## Fotbalová kariéra
V československé lize odehrál 22 zápasů a dal 21 gólů. Hrál za AFK Vršovice. V italské nejvyšší soutěži hrál za Modena FC, nastoupil v 16 utkáních a dal 7 gólů.

## Ligová bilance
| Ročník                      | Zápasy | Góly | Klub         |
| --------------------------- | ------ | ---- | ------------ |
| Asociační liga 1925         | 9      | 8    | AFK Vršovice |
| Středočeská 1. liga 1925/26 | 13     | 13   | AFK Vršovice |
| Serie A 1926/27             | 16     | 7    | Modena FC    |
| CELKEM 1. ligy              | 38     | 28   |              |